# Abraham Battus

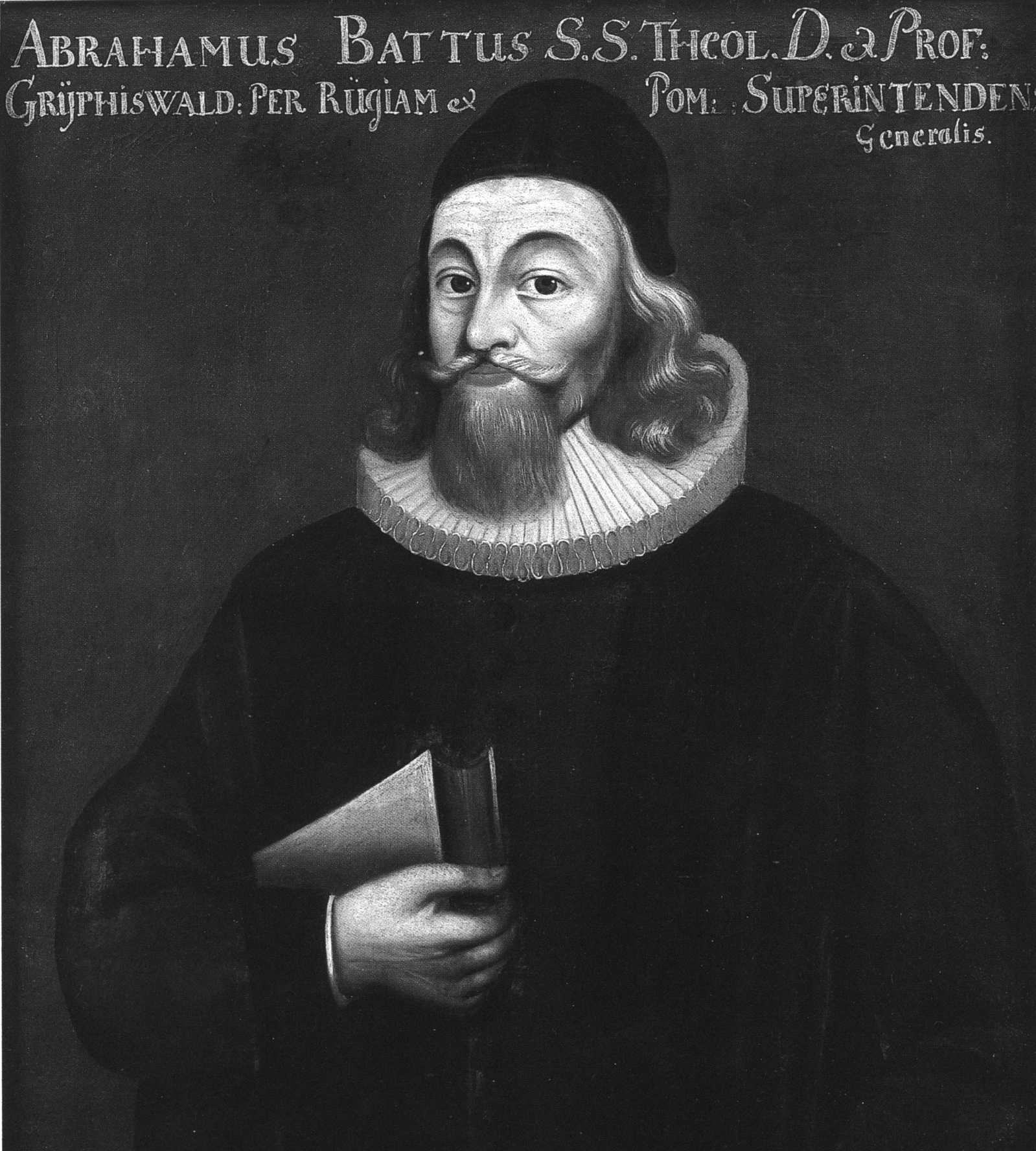
Bildnis Abraham Battus

Abraham Battus (* 29. September 1606 in Greifswald; † 23. September 1674 ebenda) war ein evangelischer Theologe und Generalsuperintendent von Schwedisch-Pommern.

## Leben
Abraham Battus war der Sohn des Theologen Bartholomäus Battus und der Emerentia Schwarz. Nach dem Besuch der Greifswalder Stadtschule nahm er 1625 ein Theologiestudium an der Universität Rostock auf, wo er bei Paul Tarnow, Johann Quistorp, Peter Lauremberg und Johann Huswedel Vorlesungen hörte. 1628 ging er an die Universität Königsberg, wo Cölestin Myslenta, Levin Pouchenius (1594–1648) und Johann Behm seine Lehrer waren.
1632 wurde er zum Professor für Logik und Metaphysik an der Universität Greifswald berufen. 1652 wurde er Professor für Theologie und erhielt gleichzeitig das Pastorat an der Greifswalder Jacobikirche. Battus übernahm auch organisatorische Aufgaben an der Greifswalder Hochschule. So war er in den Jahren 1639, 1640/41, 1651, 1659 sowie 1671 Rektor und Kanzler der Universität.
Im Jahr 1662 wurde er unter dem schwedischen Statthalter Carl Gustav Wrangel zum Generalsuperintendenten für Schwedisch-Pommern ernannt. In dieser Funktion vertrat er die lutherische Orthodoxie und bekämpfte intensiv das Eindringen calvinistischer und sozinianischer Lehren nach Vorpommern.
Sein Sohn Bartholomäus Battus († 1673), aus erster Ehe mit Anna Erich, war Doktor der Rechtswissenschaften und Präpositus in Grimmen.

## Werkauswahl
1. Disputationes Logicas & Theologicas
2. Orationem contra Photinianos
3. Analysin Logicam Epistolae Paulli ad Romanos
4. Bestellung derer Diener Christi …